# Discografia de Dido
A discografia de Dido, cantora e compositora britânica, consiste em cinco álbuns de estúdio, um de demonstração, um de vídeo, um extended play (EP) e um de grandes êxitos. Lançou também vinte singles (incluindo cinco como artista convidada) e dezessete vídeos musicais. As suas vendas discográficas são avaliadas em mais de trinta e oito milhões de discos vendidos mundialmente. A artista começou a sua carreira em 1995, actuando em concertos com a banda Faithless, o que deu oportunidade para gravar Odds & Ends com a editora Nettwerk. Contudo, o seu primeiro registo foi cancelado, e em 1997 a cantora começou a escrever o seu próprio material e assinou contrato com a Arista Records nos Estados Unidos.
Interpreta diversos estilos musicais diferentes, como pop, trip hop, rock alternativo e pop rock, mas também os mistura. O seu álbum de estreia, No Angel, foi lançado em Junho de 1999 e conseguiu liderar nas tabelas musicais da Austrália, França e Reino Unido. No ano seguinte, o rapper Eminem incluiu demonstrações de "Thank You" na sua canção "Stan". A música ficou em primeiro lugar na UK Singles Chart e recebeu a certificação de disco de platina. Como consequência do sucesso comercial, as vendas de No Angel aumentaram e introduziram Dido na indústria musical global. O álbum de estreia da artista atingiu a marca de nove platinas no Reino Unido, seis na Austrália e cinco na Europa, sendo que vendeu mundialmente mais de vinte e um milhões de unidades. Além de ter sido promovido através de sete singles, cujos três deles alcançaram o top 20 em território britânico, venceu na categoria "Best British Album" na edição de 2002 da cerimónia The Brit Awards.
"White Flag" foi introduzido em 2003, chegando à liderança na ARIA Charts, mais tarde recebendo a certificação de disco de ouro, à semelhança da Recording Industry Association of America (RIAA) nos Estados Unidos. Foi a faixa de trabalho de avanço do segundo disco de originais de Dido, Life for Rent, que conseguiu a primeira posição das tabelas musicais na Alemanha, França e Reino Unido. Com sete platinas em território britânico, seis na Austrália e cinco na Europa, globalmente o projecto vendeu mais de doze milhões de cópias. Depois de parcerias com as bandas Faithless e Santana, Safe Trip Home foi lançado em Novembro de 2008 como terceiro álbum de estúdio da artista. Com uma percussão moderada em comparação com os seus registos anteriores, foi certificado com disco de ouro na Alemanha e Austrália. Em 2013, "Let Us Move On" e "No Freedom" foram editados como singles de avanço do quarto disco de originais da cantora, Girl Who Got Away.

## Álbuns

### Álbuns de estúdio
| Ano                                                                              | Título | Melhor posição nas tabelas musicais | Melhor posição nas tabelas musicais | Melhor posição nas tabelas musicais | Melhor posição nas tabelas musicais | Melhor posição nas tabelas musicais | Melhor posição nas tabelas musicais | Melhor posição nas tabelas musicais | Melhor posição nas tabelas musicais | Melhor posição nas tabelas musicais | Melhor posição nas tabelas musicais | Melhor posição nas tabelas musicais | Melhor posição nas tabelas musicais | Vendas                                     | Certificações |
| Ano                                                                              | Título | ALE                                 | AUS                                 | AUT                                 | CAN                                 | EUA                                 | FRA                                 | IRL                                 | NZL                                 | PB                                  | RU                                  | SCO                                 | SUI                                 | Vendas                                     | Certificações |
| -------------------------------------------------------------------------------- | --- | ----------------------------------- | ----------------------------------- | ----------------------------------- | ----------------------------------- | ----------------------------------- | ----------------------------------- | ----------------------------------- | ----------------------------------- | ----------------------------------- | ----------------------------------- | ----------------------------------- | ----------------------------------- | ------------------------------------------ | --- |
| 1999                                                                             | No Angel - Lançamento: 1 de Junho de 1999 - Editora discográfica: Arista - Formato(s): CD, cassete, descarga digital, LP | 2                                   | 1                                   | 1                                   | 4                                   | 4                                   | 1                                   | 1                                   | 1                                   | 3                                   | 1                                   | 1                                   | 2                                   | - : 21.000.000 - : 3.100.000 - : 4.900.000 | - BVMI: 3× Ouro - ARIA: 6× Platina - ABPD: Platina - MC: 4× Platina - RIAA: 4× Platina - IFPI: 5× Platina - BPI: 10× Platina |
| 2003                                                                             | Life for Rent - Lançamento: 30 de Setembro de 2003 - Editora discográfica: Arista - Formato(s): CD, descarga digital, LP | 1                                   | 1                                   | 2                                   | 2                                   | 4                                   | 1                                   | 1                                   | 1                                   | 1                                   | 1                                   | 1                                   | 1                                   | - : 13.000.000 - : 2.915.000 - : 2.375.000 | - BVMI: 3× Platina - ARIA: 6× Platina - ABPD: Ouro - MC: 3× Platina - RIAA: 2× Platina - IFPI: 5× Platina - BPI: 9× Platina  |
| 2008                                                                             | Safe Trip Home - Lançamento: 17 de Novembro de 2008 - Editora discográfica: Arista - Formato(s): CD, descarga digital    | 3                                   | 6                                   | 11                                  | 9                                   | 13                                  | 3                                   | 11                                  | 6                                   | 8                                   | 2                                   | 6                                   | 1                                   | - : 2.000.000 - : 285.000 - : 200.000      | - BVMI: Ouro - ARIA: Ouro - BPI: Ouro - RMNZ: Ouro - SNEP: Ouro - FIMI: Ouro                                                 |
| 2013                                                                             | Girl Who Got Away - Lançamento: 1 de Março de 2013 - Editora discográfica: RCA - Formato(s): CD, descarga digital        | 2                                   | 12                                  | 6                                   | 10                                  | 32                                  | 3                                   | 14                                  | 11                                  | 8                                   | 5                                   | 6                                   | 2                                   | - : 500.000 - : 125.000 - : 50.000         | - ZPAV: Ouro - BPI: Prata |
| 2019                                                                             | Still on My Mind - Lançamento: 8 de março de 2019 - Editora discográfica: BMG - Formato(s): CD, descarga digital         | 6                                   | 14                                  | 5                                   | 12                                  | 45                                  | 11                                  | 18                                  | 31                                  | 19                                  | 3                                   | 3                                   | 4                                   | - : 200.000 - : 50.000                     | |
| "—" denota um título que não tenha entrado na tabela musical do respectivo país. | |                                     |                                     |                                     |                                     |                                     |                                     |                                     |                                     |                                     |                                     |                                     |                                     |                                            | |

### Álbuns de compilação
| Ano  | Título                                                                                          | Melhor posição nas tabelas musicais | Melhor posição nas tabelas musicais | Melhor posição nas tabelas musicais | Melhor posição nas tabelas musicais | Melhor posição nas tabelas musicais | Melhor posição nas tabelas musicais |
| Ano  | Título                                                                                          | BEL-FLA                             | BEL-VAL                             | ESP                                 | IRL                                 | RU                                  | SUI                                 |
| ---- | ----------------------------------------------------------------------------------------------- | ----------------------------------- | ----------------------------------- | ----------------------------------- | ----------------------------------- | ----------------------------------- | ----------------------------------- |
| 2013 | Greatest Hits - Lançamento: 21 de Novembro de 2013 - Editora discográfica: RCA - Formato(s): CD | 81                                  | 61                                  | 85                                  | 41                                  | 27                                  | 57                                  |

### Álbuns de vídeo
| Ano  | Título |
| ---- | --- |
| 2005 | Live at Brixton Academy - Lançamento: 13 de Junho de 2005 - Editora discográfica: Sony BMG - Formato(s): DVD/CD |

### Álbuns de demonstração
| Título      | Detalhes                                          |
| ----------- | ------------------------------------------------- |
| Odds & Ends | - Editora discográfica: Nettwerk - Formato(s): CD |

### Extended plays
| Ano  | Título |
| ---- | --- |
| 2005 | Dido Live - Lançamento: 13 de Junho de 2005 - Editora discográfica: Arista/Sony BMG - Formato(s): Descarga digital |

## Singles

### Como artista principal
| Ano                                                                              | Título                                | Melhor posição nas tabelas musicais | Melhor posição nas tabelas musicais | Melhor posição nas tabelas musicais | Melhor posição nas tabelas musicais | Melhor posição nas tabelas musicais | Melhor posição nas tabelas musicais | Melhor posição nas tabelas musicais | Melhor posição nas tabelas musicais | Melhor posição nas tabelas musicais | Melhor posição nas tabelas musicais | Melhor posição nas tabelas musicais | Certificação                                       | Álbum              |
| Ano                                                                              | Título                                | ALE                                 | AUS                                 | AUT                                 | EUA                                 | FRA                                 | IRL                                 | NZL                                 | PB                                  | RU                                  | SUE                                 | SUI                                 | Certificação                                       | Álbum              |
| -------------------------------------------------------------------------------- | ------------------------------------- | ----------------------------------- | ----------------------------------- | ----------------------------------- | ----------------------------------- | ----------------------------------- | ----------------------------------- | ----------------------------------- | ----------------------------------- | ----------------------------------- | ----------------------------------- | ----------------------------------- | -------------------------------------------------- | ------------------ |
| 1999                                                                             | "Here with Me"                        | 16                                  | 52                                  | —                                   | 89                                  | 8                                   | 2                                   | 3                                   | 24                                  | 4                                   | 19                                  | 6                                   | - BPI: Prata                                       | No Angel           |
| 2000                                                                             | "Don't Think of Me"                   | —                                   | —                                   | —                                   | —                                   | —                                   | —                                   | —                                   | —                                   | —                                   | —                                   | —                                   |                                                    | No Angel           |
| 2000                                                                             | "Thank You"                           | 43                                  | —                                   | 25                                  | 3                                   | 30                                  | 5                                   | 3                                   | 2                                   | 3                                   | 42                                  | 16                                  | - RIAA: Ouro - BPI: Prata                          | No Angel           |
| 2001                                                                             | "Hunter"                              | —                                   | 50                                  | —                                   | —                                   | 43                                  | 48                                  | 28                                  | 73                                  | 17                                  | —                                   | 59                                  | - BPI: Prata                                       | No Angel           |
| 2001                                                                             | "All You Want"                        | —                                   | —                                   | —                                   | —                                   | —                                   | —                                   | —                                   | —                                   | —                                   | —                                   | —                                   |                                                    | No Angel           |
| 2003                                                                             | "White Flag"                          | 1                                   | 1                                   | 1                                   | 18                                  | 5                                   | 2                                   | 12                                  | 5                                   | 2                                   | 2                                   | 2                                   | - BVMI: Ouro - ARIA: Ouro - RIAA: Ouro - BPI: Ouro | Life for Rent      |
| 2003                                                                             | "Life for Rent"                       | 33                                  | 28                                  | 31                                  | —                                   | 24                                  | 8                                   | 17                                  | 24                                  | 8                                   | 20                                  | 19                                  | - BPI: Ouro                                        | Life for Rent      |
| 2004                                                                             | "Don't Leave Home"                    | 67                                  | —                                   | 54                                  | —                                   | —                                   | 35                                  | —                                   | 38                                  | 25                                  | —                                   | 45                                  |                                                    | Life for Rent      |
| 2004                                                                             | "Sand in My Shoes"                    | 54                                  | 37                                  | 67                                  | —                                   | —                                   | 27                                  | —                                   | 59                                  | 29                                  | —                                   | 95                                  |                                                    | Life for Rent      |
| 2008                                                                             | "Don't Believe in Love"               | —                                   | —                                   | 29                                  | —                                   | 29                                  | —                                   | —                                   | 83                                  | 54                                  | —                                   | 16                                  |                                                    | Safe Trip Home     |
| 2009                                                                             | "Quiet Times"                         | —                                   | —                                   | —                                   | —                                   | —                                   | —                                   | —                                   | —                                   | —                                   | —                                   | —                                   |                                                    | Safe Trip Home     |
| 2010                                                                             | "Everything to Lose"                  | —                                   | 84                                  | —                                   | —                                   | —                                   | —                                   | —                                   | —                                   | —                                   | —                                   | —                                   |                                                    | Sex and the City 2 |
| 2012                                                                             | "Let Us Move On" (com Kendrick Lamar) | —                                   | —                                   | —                                   | —                                   | —                                   | —                                   | —                                   | —                                   | —                                   | —                                   | —                                   |                                                    | Girl Who Got Away  |
| 2013                                                                             | "No Freedom"                          | 59                                  | —                                   | —                                   | —                                   | 64                                  | —                                   | —                                   | 98                                  | 51                                  | —                                   | 28                                  |                                                    | Girl Who Got Away  |
| 2013                                                                             | "End of Night"                        | —                                   | —                                   | —                                   | —                                   | —                                   | —                                   | —                                   | —                                   | —                                   | —                                   | —                                   |                                                    | Girl Who Got Away  |
| 2019                                                                             | "Give You Up"                         | —                                   | —                                   | —                                   | —                                   | —                                   | —                                   | —                                   | —                                   | 134                                 | —                                   | —                                   |                                                    | Still on My Mind   |
| 2019                                                                             | "Take You Home"                       | —                                   | —                                   | —                                   | —                                   | —                                   | —                                   | —                                   | —                                   | —                                   | —                                   | —                                   |                                                    | Still on My Mind   |
| 2019                                                                             | "Friends"                             | —                                   | —                                   | —                                   | —                                   | —                                   | —                                   | —                                   | —                                   | —                                   | —                                   | —                                   |                                                    | Still on My Mind   |
| 2019                                                                             | "Just Because"                        | —                                   | —                                   | —                                   | —                                   | —                                   | —                                   | —                                   | —                                   | —                                   | —                                   | —                                   |                                                    | Still on My Mind   |
| "—" denota um título que não tenha entrado na tabela musical do respectivo país. |                                       |                                     |                                     |                                     |                                     |                                     |                                     |                                     |                                     |                                     |                                     |                                     |                                                    |                    |

### Como artista convidada
| Ano                                                                              | Título                             | Melhor posição nas tabelas musicais | Melhor posição nas tabelas musicais | Melhor posição nas tabelas musicais | Melhor posição nas tabelas musicais | Melhor posição nas tabelas musicais | Melhor posição nas tabelas musicais | Melhor posição nas tabelas musicais | Melhor posição nas tabelas musicais | Melhor posição nas tabelas musicais | Melhor posição nas tabelas musicais | Melhor posição nas tabelas musicais | Certificação                | Álbum                              |
| Ano                                                                              | Título                             | ALE                                 | AUS                                 | AUT                                 | EUA                                 | FRA                                 | IRL                                 | NZL                                 | PB                                  | RU                                  | SUE                                 | SUI                                 | Certificação                | Álbum                              |
| -------------------------------------------------------------------------------- | ---------------------------------- | ----------------------------------- | ----------------------------------- | ----------------------------------- | ----------------------------------- | ----------------------------------- | ----------------------------------- | ----------------------------------- | ----------------------------------- | ----------------------------------- | ----------------------------------- | ----------------------------------- | --------------------------- | ---------------------------------- |
| 2000                                                                             | "Stan" (com Eminem)                | 1                                   | 1                                   | 1                                   | 51                                  | 4                                   | 1                                   | 14                                  | 3                                   | 1                                   | 3                                   | 1                                   | - BVMI: Ouro - BPI: Platina | The Marshall Mathers LP / No Angel |
| 2002                                                                             | "One Step Too Far" (com Faithless) | 48                                  | 21                                  | —                                   | —                                   | —                                   | 8                                   | —                                   | 47                                  | 6                                   | —                                   | 51                                  |                             | Outrospective                      |
| 2003                                                                             | "Feels Like Fire" (com Santana)    | 48                                  | 21                                  | —                                   | —                                   | —                                   | 8                                   | —                                   | 47                                  | 6                                   | —                                   | 51                                  |                             | Shaman                             |
| 2010                                                                             | "Feelin' Good" (com Faithless)     | —                                   | —                                   | —                                   | —                                   | —                                   | —                                   | —                                   | —                                   | 125                                 | —                                   | —                                   |                             | The Dance                          |
| "—" denota um título que não tenha entrado na tabela musical do respectivo país. |                                    |                                     |                                     |                                     |                                     |                                     |                                     |                                     |                                     |                                     |                                     |                                     |                             |                                    |

## Lados B
| Ano  | Lado B            | Lado A                  |
| ---- | ----------------- | ----------------------- |
| 2001 | "Christmas Day"   | "All You Want"          |
| 2003 | "Paris"           | "White Flag"            |
| 2008 | "Look No Further" | "Don't Believe in Love" |

## Outras aparências
As canções listadas abaixo não foram lançadas em trabalhos por Dido.
| Ano  | Título                                                         | Álbum                                    |
| ---- | -------------------------------------------------------------- | ---------------------------------------- |
| 1996 | "Flowerstand Man" (com Faithless)                              | Reverence                                |
| 1996 | "Postcards" (com Faithless)                                    | Sunday 8PM                               |
| 1996 | "Hem of His Garment" (com Faithless)                           | Sunday 8PM                               |
| 2004 | "Don't You Trust Me" (com Tupac Shakur)                        | Loyal to the Game                        |
| 2004 | "No Roots" (com Faithless)                                     | No Roots                                 |
| 2004 | "I Eat Dinner (When the Hunger's Gone)" (com Rufus Wainwright) | Bridget Jones: The Edge of Reason        |
| 2004 | "Do They Know It's Christmas?" (com Band Aid 20)               | —                                        |
| 2006 | "Last This Day" (com Faithless)                                | To All New Arrivals                      |
| 2010 | "North Star" (com Faithless)                                   | The Dance                                |
| 2010 | "If I Rise" (com A. R. Rahman)                                 | 127 Hours: Music from the Motion Picture |

## Vídeos musicais
| Ano  | Título                             | Director                |
| ---- | ---------------------------------- | ----------------------- |
| 2000 | "Stan" (com Eminem)                | Dr. Dre e Philip Atwell |
| 2001 | "Here with Me" (1.ª versão)        | Big TV!                 |
| 2001 | "Here with Me" (2.ª versão)        | Liz Friedlander         |
| 2001 | "Thank You"                        | Dave Meyers             |
| 2001 | "Hunter"                           | Matthew Rolston         |
| 2002 | "One Step Too Far" (com Faithless) | Liz Friedlander         |
| 2003 | "White Flag"                       | Manny Rodriguez         |
| 2003 | "Life for Rent"                    | Sophie Muller           |
| 2004 | "Don't Leave Home"                 | Jake Nava               |
| 2004 | "Sand in My Shoes"                 | Alex DeRackoff          |
| 2008 | "Don't Believe in Love"            | AlexandLiane            |
| 2010 | "If I Rise"                        | —                       |
| 2013 | "No Freedom"                       | Ethan Lader             |
| 2013 | "End of Night"                     | De La Muerte            |
| 2019 | "Hurricanes" (lyric video)         | Peter Lawrie Winfield   |
| 2019 | "Give You Up"                      | Sophie Muller           |
| 2019 | "Take You Home"                    | Rankin                  |